# Wojciech Urbanowski
Wojciech Urbanowski (ur. 6 lutego 1975 w Żninie) – polski wioślarz, organizator sportu i turystyki, pedagog. Zawodnik RTW Bydgostii (dawniej KKW – ZNTK Bydgoszcz) 1990–1998, UKS Jedynka Żnin 2001–2014, nieformalnego Pałuckiego Towarzystwa Wioślarskiego w Żninie 2015–2022 i Pałuckiego Towarzystwa Wioślarskiego w Żninie od 2022 roku. Absolwent Technikum Kolejowego im. Mikołaja Kopernika w Bydgoszczy. Studia magisterskie ukończył na Akademii Wychowania Fizycznego i Sportu im. Jędrzeja Śniadeckiego w Gdańsku, a trenerskie na Akademii Wychowania Fizycznego im. Eugeniusza Piaseckiego w Poznaniu. Odznaczony Medalem Komisji Edukacji Narodowej. Wielokrotny medalista World Rowing Masters Regatta – Mistrzostw Świata Masters w wioślarstwie. Medalista Euro Masters Regatta – Mistrzostw Europy Masters w wioślarstwie. Pięciokrotny Drużynowy Mistrz Polski w wioślarstwie w sezonach 1993, 1994, 1995, 1996 i 1998. Medalista Mistrzostw Polski w wioślarstwie i wioślarstwie halowym w kategoriach juniorów, młodzieżowców, seniorów, akademickich i masters.

## Osiągnięcia
- Mistrzostwa Polski Juniorów – Bydgoszcz 1993 – czwórka ze sternikiem – 1. miejsce[2]
- Długodystansowe Mistrzostwa Polski – Warszawa 1993 – dwójka ze sternikiem – 1. miejsce[2]
- Młodzieżowe Mistrzostwa Polski – Bydgoszcz 1994 – dwójka ze sternikiem – 1. miejsce[2]
- Młodzieżowe Mistrzostwa Polski – Bydgoszcz 1994 – ósemka – 3. miejsce[2]
- Młodzieżowe Mistrzostwa Polski – Bydgoszcz 1995 – czwórka ze sternikiem – 3. miejsce[2]
- Mistrzostwa Polski Seniorów – Bydgoszcz 1995 – ósemka – 3. miejsce[2]
- Międzynarodowe Akademickie Mistrzostwa Polski – Chełmża 1995 – ósemka – 2. miejsce[2]
- Międzynarodowe Akademickie Mistrzostwa Polski – Chełmża 1998 – czwórka ze sternikiem – 1. miejsce[2]
- Międzynarodowe Akademickie Mistrzostwa Polski – Chełmża 1998 – czwórka bez sternika – 2. miejsce[2]
- Mistrzostwa Europy na Ergometrze Wioślarskim – Szczecin 2015 – 5. miejsce
- Otwarte Mistrzostwa Masters – Poznań 2015 – jedynka B – 1. miejsce
- Otwarte Mistrzostwa Masters – Poznań 2015 – ósemka C – 3. miejsce
- Otwarte Mistrzostwa Masters – Poznań 2016 – jedynka B – 2. miejsce[3]
- Otwarte Mistrzostwa Masters – Poznań 2016 – dwójka podwójna C – 3. miejsce[3]
- Międzynarodowe Mistrzostwa Masters – Poznań 2018 – jedynka – 3. miejsce[4]
- Długodystansowe Mistrzostwa Polski – Kruszwica 2018 – jedynka – 3. miejsce[5]
- Mistrzostwa Polski na Ergometrze Wioślarskim – Tarnobrzeg 2019 – 2. miejsce[6]
- Otwarte Mistrzostwa Masters – Poznań 2019 – czwórka podwójna mix – 1. miejsce[7]
- Mistrzostwa Świata Masters – Valence 2019 – dwójka bez sternika C – 3. miejsce[8]
- Mistrzostwa Świata Masters – Valence 2019 – czwórka podwójna mix C – 3. miejsce[8]
- Mistrzostwa Świata Masters – Valence 2019 – ósemka C – 5. miejsce[8]
- Mistrzostwa Świata Masters – Valence 2019 – jedynka C – 6. miejsce[8]
- Mistrzostwa Świata Masters – Valence 2019 – czwórka bez sternika C – 8. miejsce[8]
- Mistrzostwa Polski Masters – Poznań 2022 – dwójka bez sternika – 1. miejsce[9]
- Mistrzostwa Polski Masters – Poznań 2022 – ósemka – 1. miejsce[9]
- Mistrzostwa Polski Masters – Poznań 2022 – jedynka C – 2. miejsce[9]
- Mistrzostwa Świata Masters – Libourne 2022 – czwórka podwójna mix C – 1. miejsce[10][11]
- Mistrzostwa Świata Masters – Libourne 2022 – jedynka C – 2. miejsce[10][11]
- Mistrzostwa Świata Masters – Libourne 2022 – jedynka A – 3. miejsce[10][11]
- Mistrzostwa Świata Masters – Libourne 2022 – dwójka bez sternika B – 4. miejsce[10][11]
- Mistrzostwa Świata Masters – Libourne 2022 – jedynka B – 4. miejsce[10][11]
- Mistrzostwa Świata Masters – Libourne 2022 – dwójka bez sternika C – 6. miejsce[10][11]
- Mistrzostwa Świata Masters – Libourne 2022 – dwójka podwójna C – 7. miejsce[10][11]
- Mistrzostwa Polski Masters – Poznań 2023 – jedynka – 1 miejsce[12]
- Mistrzostwa Polski Masters – Poznań 2023 – dwójka bez sternika – 2 miejsce[12]
- Mistrzostwa Europy Masters – Monachium 2023 – jedynka B – 2 miejsce[13]
- Mistrzostwa Europy Masters – Monachium 2023 – jedynka C – 2 miejsce[13]
- Mistrzostwa Europy Masters – Monachium 2023 – jedynka A – 3 miejsce[13]
- Mistrzostwa Europy Masters – Monachium 2023 – dwójka bez sternika C – 3 miejsce[13]
- Mistrzostwa Europy Masters – Monachium 2023 – czwórka podwójna mix C – 4 miejsce[13]
- Mistrzostwa Europy Masters – Monachium 2023 – dwójka bez sternika B – 5 miejsce[13]
- Mistrzostwa Polski Masters - Poznań 2024 - dwójka podwójna - 1 miejsce[14]
- Długodystansowe Mistrzostwa Polski - Poznań 2024 - dwójka podwójna - 2 miejsce[15]
- Mistrzostwa Świata Masters - Brandenburg 2024 - jedynka B - 1 miejsce[16]
- Mistrzostwa Świata Masters - Brandenburg 2024 - jedynka C - 2 miejsce[17]
- Mistrzostwa Świata Masters - Brandenburg 2024 - dwójka bez sternika C - 2 miejsce[18]
- Mistrzostwa Świata Masters - Brandenburg 2024 - jedynka A - 3 miejsce[19]
- Mistrzostwa Świata Masters - Brandenburg 2024 - dwójka bez sternika D - 4 miejsce[20]
- Mistrzostwa Polski Masters - Kruszwica 2025 - jedynka C-D - 1 miejsce[21]
- Mistrzostwa Polski Masters - Kruszwica 2025 - czwórka podwójna D-M - 1 miejsce[22]
- Mistrzostwa Polski Masters - Kruszwica 2025 - dwójka bez sternika - 3 miejsce[23]